# Notre-Dame de Paris (film 1956)
Notre-Dame de Paris, distribuito in Italia anche come Il gobbo della cattedrale, è un film del 1956 diretto da Jean Delannoy, prima trasposizione cinematografica a colori e unica in CinemaScope del popolare romanzo di Victor Hugo Notre-Dame de Paris. Delle numerose versioni è forse la più fedele al romanzo originale, soprattutto per la scelta di rispettare il finale tragico.
Il film, co-prodotto tra Francia e Italia, è interpretato, tra gli altri, da Anthony Quinn nel ruolo del protagonista e Gina Lollobrigida in quello di Esmeralda.

## Trama
Nell'anno del Signore 1482 a Parigi la bella zingara Esmeralda viene arrestata dal malvagio giudice Frollo, che poi rilascerà per l'amore che prova nei suoi confronti. Ma la ragazza non ricambia il suo amore e s'invaghisce di Febo, il capitano delle guardie, il quale arresta Quasimodo, il campanaro di Notre Dame che aveva cercato di rapire la gitana sotto ordine del giudice.
In seguito ad un disguido Esmeralda è costretta a sposarsi con un uomo che stava per essere ucciso dalla compagnia di zingari di cui lei fa parte. In seguito ad altre peripezie una notte Febo invita Esmeralda in un locale e poi salgono in camera, Qui il giudice di nascosto pugnala alle spalle il capitano e la gente del locale crede che sia stata la zingara. Così viene condannata all'impiccagione, ma Quasimodo accorre in suo aiuto e la salva.
Pochi giorni dopo Frollo, per avere per sé una volta per tutte la ragazza, attacca Notre Dame, ma Quasimodo sa come difendersi. Purtroppo, alla fine, per i protagonisti c’è solo un tragico destino: Esmeralda muore dopo essere stata colpita alle spalle da una freccia vagante scoccata in aria da una guardia, mentre Quasimodo, che dopo la morte di Esmeralda uccide Frollo gettandolo dal campanile, dopo aver rubato e nascosto il corpo senza vita della bella gitana il giorno dopo l'esecuzione (il corpo della donna è stato impiccato lo stesso anche se morta), si stende accanto al cadavere di Esmeralda e resta lì finché non muore di fame.

## Produzione
Co-produzione italo-francese, prodotto da Raymond e Robert Hakim, il film venne girato dal 16 aprile all'11 agosto 1956 negli studi di Boulogne-Billancourt/SFP e Paris Studios Cinéma, oltre alle scene della Cattedrale di Notre Dame, a Parigi.

### Riprese
Le scene vennero girate presso l'omonima cattedrale parigina, gli Paris Studios Cinéma di Billancourt e gli Studios de Boulogne-Billancourt/SFP.

### Coreografia
Le scene danzate furono coreografate da Léonide Massine su musica del maestro Angelo Francesco Lavagnino.

## Distribuzione
Il film è stato distribuito con due titoli alternativi: in Italia come Il gobbo della cattedrale e in Francia come Notre Dame de Paris.
Il film venne presentato contemporaneamente in prima sia in Francia che in Italia il 19 dicembre 1956. Il 15 febbraio 1957, uscì in Danimarca (Klokkeren fra Notre Dame); in Germania Ovest, il 22 febbraio (Der Glöckner von Notre Dame); in Giappone, il 13 marzo 1957.
Negli Stati Uniti, l'Allied Artists Pictures lo distribuì in versione doppiata facendolo uscire il 3 novembre 1957 e usando il titolo The Hunchback of Notre Dame o quello completo Victor Hugo's The Hunchback of Notre-Dame.